# کریستوفر دیلو
کریستوفر دیلو (انگلیسی: Christopher Dilo؛ زادهٔ ۵ ژانویهٔ ۱۹۹۴) بازیکن فوتبال اهل فرانسه است.
از باشگاه‌هایی که در آن بازی کرده‌است می‌توان به باشگاه فوتبال بلکبرن روورز، باشگاه فوتبال دیژون، باشگاه فوتبال سنت میرن، باشگاه فوتبال رن، و باشگاه فوتبال هاید اشاره کرد.
وی همچنین در تیم‌های ملی فوتبال زیر ۱۸ سال فرانسه و جزیره گوادلوپ بازی کرده‌است.